# Кассано-д’Адда
Кассано-д’Адда (итал. Cassano d'Adda, ломб. Cassan su l'Adda, местн. Casàn) — коммуна в Италии, в регионе Ломбардия, в провинции Милан.
Население составляет 18 603 человека (2008), плотность населения — 1034 чел./км². Занимает площадь 18 км². Почтовый индекс — 20062. Телефонный код — 0363.
Покровителями коммуны почитаются Пресвятая Богородица и Зенон Веронский, празднование в первое воскресение октября.

## Демография
Динамика населения:

## Администрация коммуны
- Официальный сайт: http://www.comune.cassanodadda.mi.it Архивная копия от 4 апреля 2019 на Wayback Machine